# N313 (België)
De N313 is een gewestweg in België tussen Ieper (N379) en Gits (N32). De weg is ongeveer 23 kilometer lang.
De gehele weg bestaat uit twee rijstroken voor beide rijrichtingen samen.

## Plaatsen langs N313
- Ieper
- Sint-Juliaan
- Poelkapelle
- Westrozebeke
- Sleihage
- Hooglede
- Gits